# Fluctuat.net
 (avril 2012).
Fluctuat.net était un site web français d'informations et d'actualités culturelles qui traitait essentiellement des domaines de la musique, du cinéma, de la scène, des arts plastiques, de l'Internet et du livre.

## Historique et activités
Se définissant comme un webzine d'« art, culture, société, poil à gratter… », Fluctuat.net est fondé en août 1998 par Alexandre Boucherot (directeur de la publication du site jusqu'en octobre 2009, et fondateur de Ulule), François Haget (devenu directeur commercial de Doctissimo) et Cédric Tournay (devenu PDG de Dailymotion), épaulés à l'origine par une équipe de bénévoles.
Revendiquant une audience de plus de 1 300 000 visiteurs uniques par mois (source Nielsen, Mars 2008)[source insuffisante], l'équipe initiale est renforcée par des journalistes professionnels, et à partir de février 2008 son rédacteur en chef est Daniel de Almeida.
Le site tire son nom de la devise de la ville de Paris : Fluctuat nec mergitur, signifiant Il flotte mais ne sombre pas, l'analogie avec la navigation sur le Web ayant constitué l'une des raisons du choix de ce nom[réf. nécessaire].
Aux côtés de rubriques classiques consacrées à l'actualité culturelle au sens large du terme, Fluctuat.net traite de la création numérique. Le site comprend des médias ludiques (jeux, images, vidéos, etc.), et édite huit blogs thématiques[réf. nécessaire].
L'équipe de Fluctuat.net est à l'initiative des Rencontres de la revue électronique, qui rassemble différents éditeurs en ligne, acteurs du domaine des revues électroniques et blogueurs[réf. nécessaire].
Fin mars 2006, Fluctuat.net est racheté, en même temps que son site de création de bandes dessinées Gnomz, par le groupe Medcost, éditeur notamment du site Doctissimo, qui compte ainsi élargir son positionnement auprès d'une cible urbaine, jeune et de catégories socio-professionnelles supérieures. Depuis février 2008, le groupe Doctissimo qui édite Fluctuat appartient à Lagardère Active.
En novembre 2015 le site du magazine Première subit une refonte, Fluctuat.net devenu une simple rubrique depuis quelques années disparaît du nouveau site.